# 宝兴黄耆
宝兴黄耆（学名：Astragalus davidii）为豆科黄芪属的植物，为中国的特有植物。分布于中国大陆的四川等地，生长于海拔1,600米的地区，一般生长在山谷以及山坡林下，目前尚未由人工引种栽培。